# Carex idzuroei
Espèce
Classification phylogénétique
Carex idzuroei est une espèce des plantes du genre Carex et de la famille des Cyperaceae.